# Evangelische Kirche (Oberquembach)

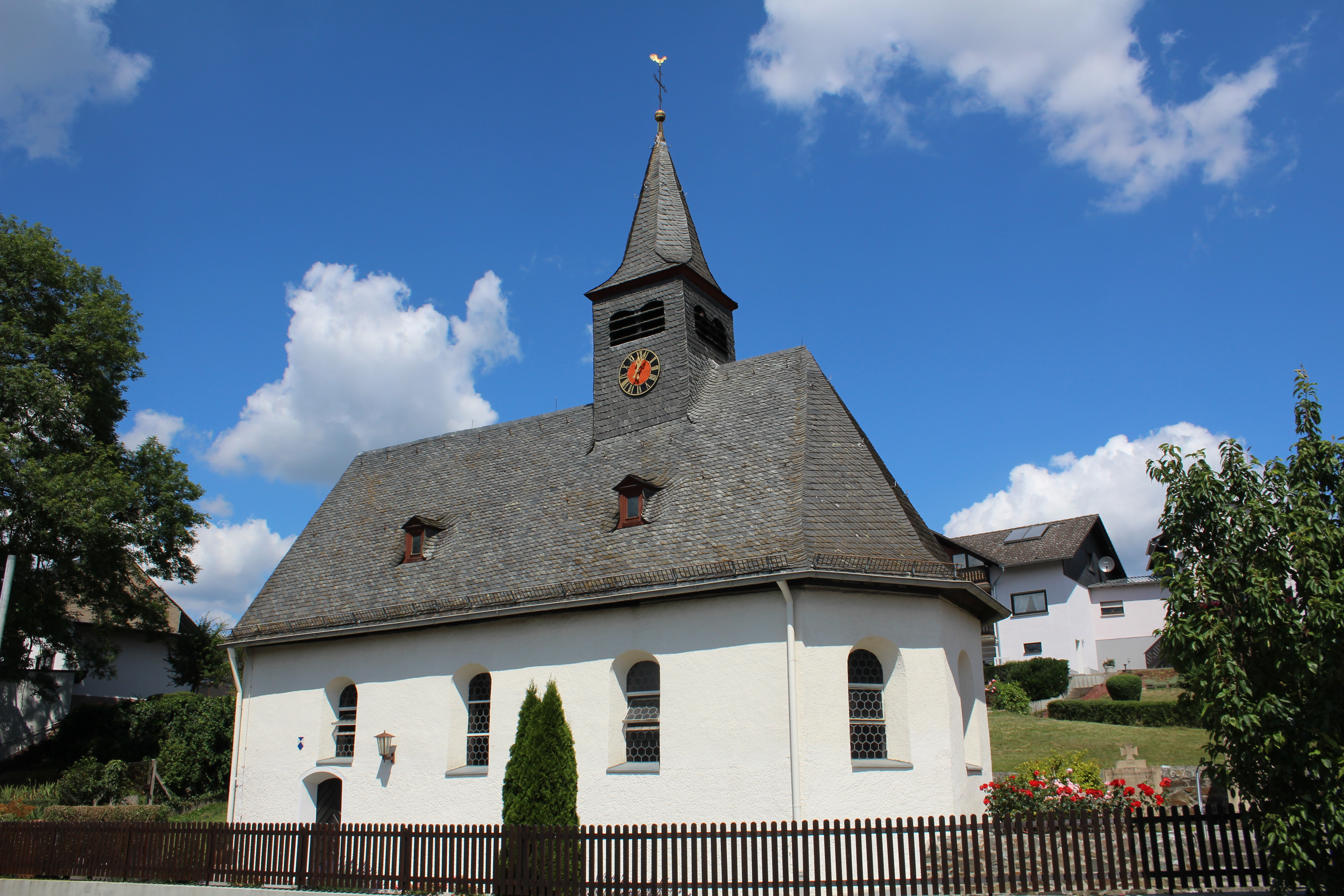
Kirche in Oberquembach von Südosten

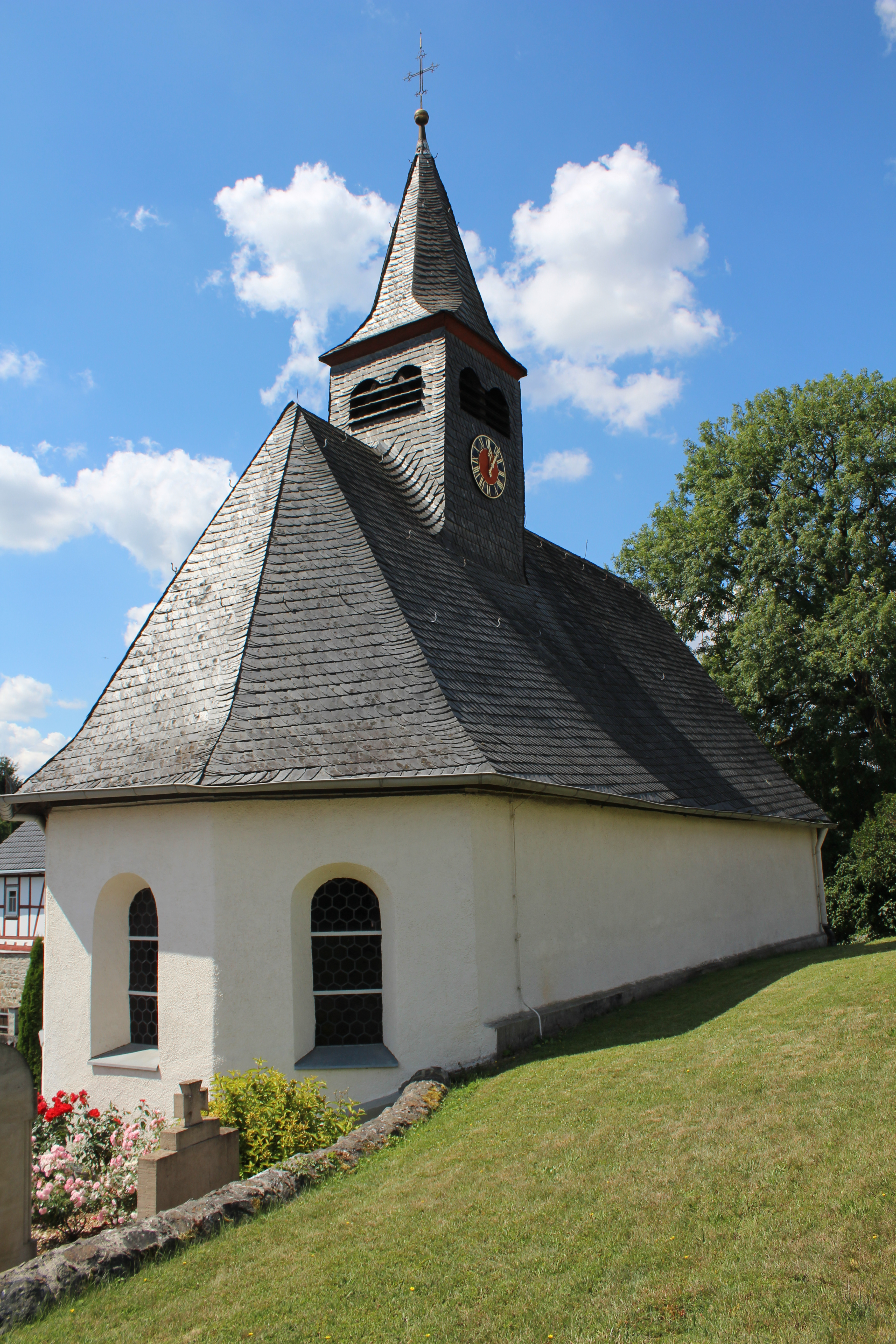
Ansicht von Nordosten

Die Evangelische Kirche im mittelhessischen Oberquembach in der Gemeinde Schöffengrund ist eine barocke Saalkirche aus dem Jahr 1696. Das Gebäude ist aufgrund seiner geschichtlichen und städtebaulichen Bedeutung hessisches Kulturdenkmal.

## Geschichte
Oberquembach gehörte im Mittelalter zum Archipresbyterat Wetzlar im Archidiakonat St. Lubentius Dietkirchen in der Erzdiözese Trier gehörte. In einer Urkunde aus dem Jahr 1350 wird eine Kirche genannt, für die Kraftsolms als Mutterkirche angenommen wird.
Die Reformation wurde wohl unter Pfarrer Maximilian Fabri (1527–1568) aus Oberwetz eingeführt. Die Kirchengemeinde wechselte 1582 unter Graf Konrad von Solms-Braunfels zum reformierten Bekenntnis. Im Jahr 1696 wurde die heute Kirche, wohl unter Verwendung von Teilen des Vorgängerbaus, errichtet. Die Kirchengemeinde gehörte bis 1717 zu Oberwetz und wurde dann zusammen mit Niederquembach zur selbstständigen Pfarrei erhoben. Der erste eigene Pfarrer war Gottfried Brückel (1717–1744).
Die Kirchengemeinde Schöffengrund ist evangelisch-reformiert und umfasst die Orte Niederquembach, Oberquembach und Oberwetz. Sie gehört heute zum Evangelischen Kirchenkreis an Lahn und Dill in der Evangelischen Kirche im Rheinland.

## Architektur

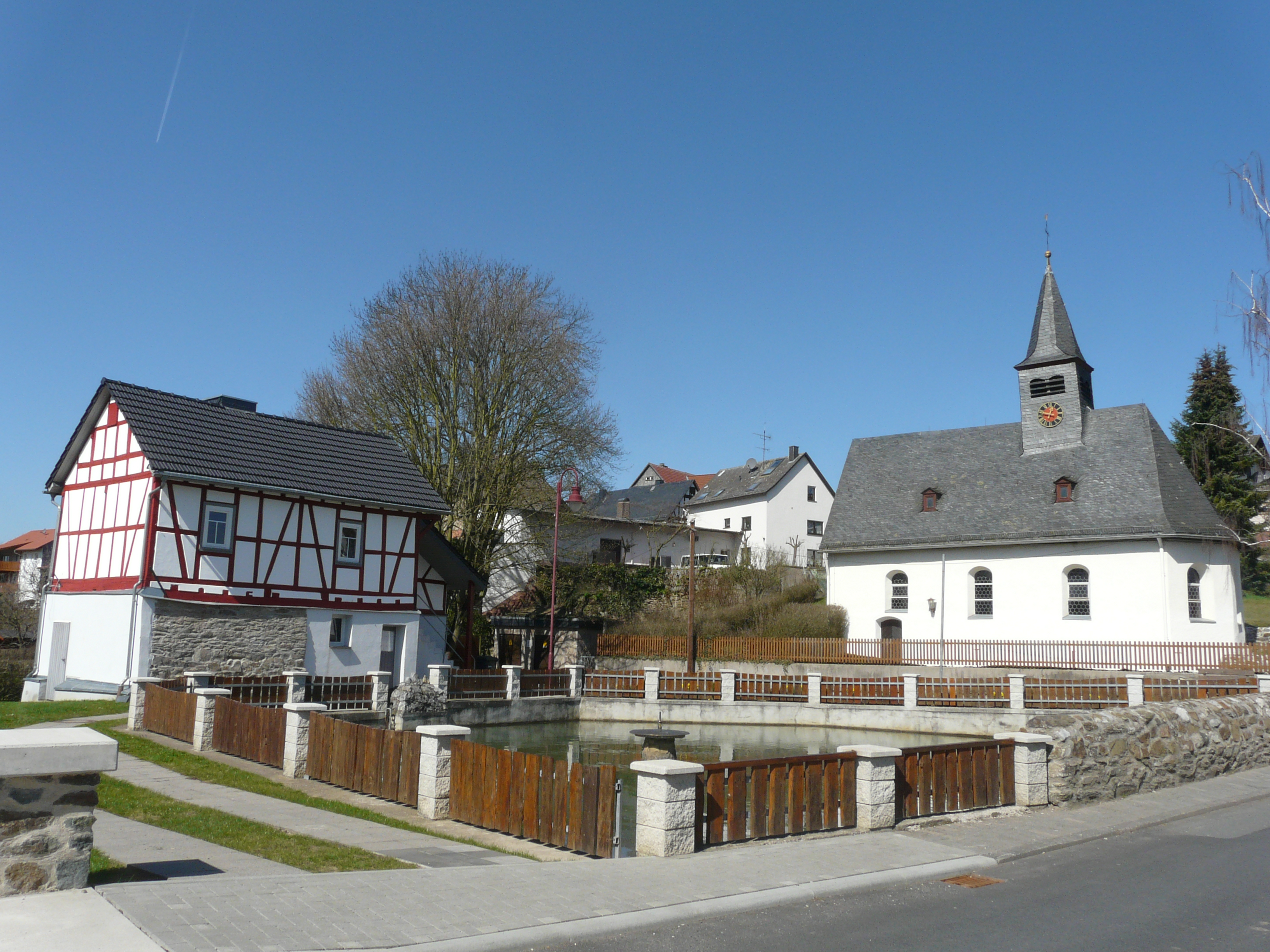
Kirche mit Backhaus am Brandweiher

Der in etwa geostete, weiß verputzte Saalbau mit dreiseitigem Ostschluss liegt in Hanglage im Ortszentrum. Die Kirche präsentiert sich zusammen mit dem Backhaus am Löschwasserteich als Blickfang des Ortes. Oberhalb des Mauerwerks bildet ein hölzerner Aufbau mit einer Inschrift den Übergang zum verschindelten Satteldach. Die Inschrift lautet wie folgt: „ALS MAN ZEHLT SECHSZEHEN HVNDERT IAHR / VND NEVNZIG SECHS GEBAVET WAR / DIS GOTTES HAVS GOTT VNSREM HERREN / ZV SEINES GROSEN NAMENS EHREN / DARIN SEIN LOB VND RVHM ZV HOREN“.
Der Innenraum wird im Osten und an der Südseite durch je drei große Rundbogenfenster mit Wabenverglasung belichtet. Die West- und Nordseite sind fensterlos. Das westliche Giebeldreieck ist verschindelt. Erschlossen wird das Gotteshaus durch ein hochrechteckiges Portal unter einem Stichbogen am westlichen Ende der Südseite.
Dem Satteldach sind im Süden zwei kleine Gauben mit Dreiecksgiebeln und im Osten ein vierseitiger, vollständig verschindelter Dachreiter mit achtseitigem Spitzhelm aufgesetzt. Der Helm wird von Turmknauf, Kreuz und einem Wetterhahn bekrönt. An der Süd- und Nordseite des Schaftes sind die Zifferblätter der Turmuhr angebracht. Darüber sind an jeder Seite Schallöffnungen für das Geläut eingelassen.

## Ausstattung

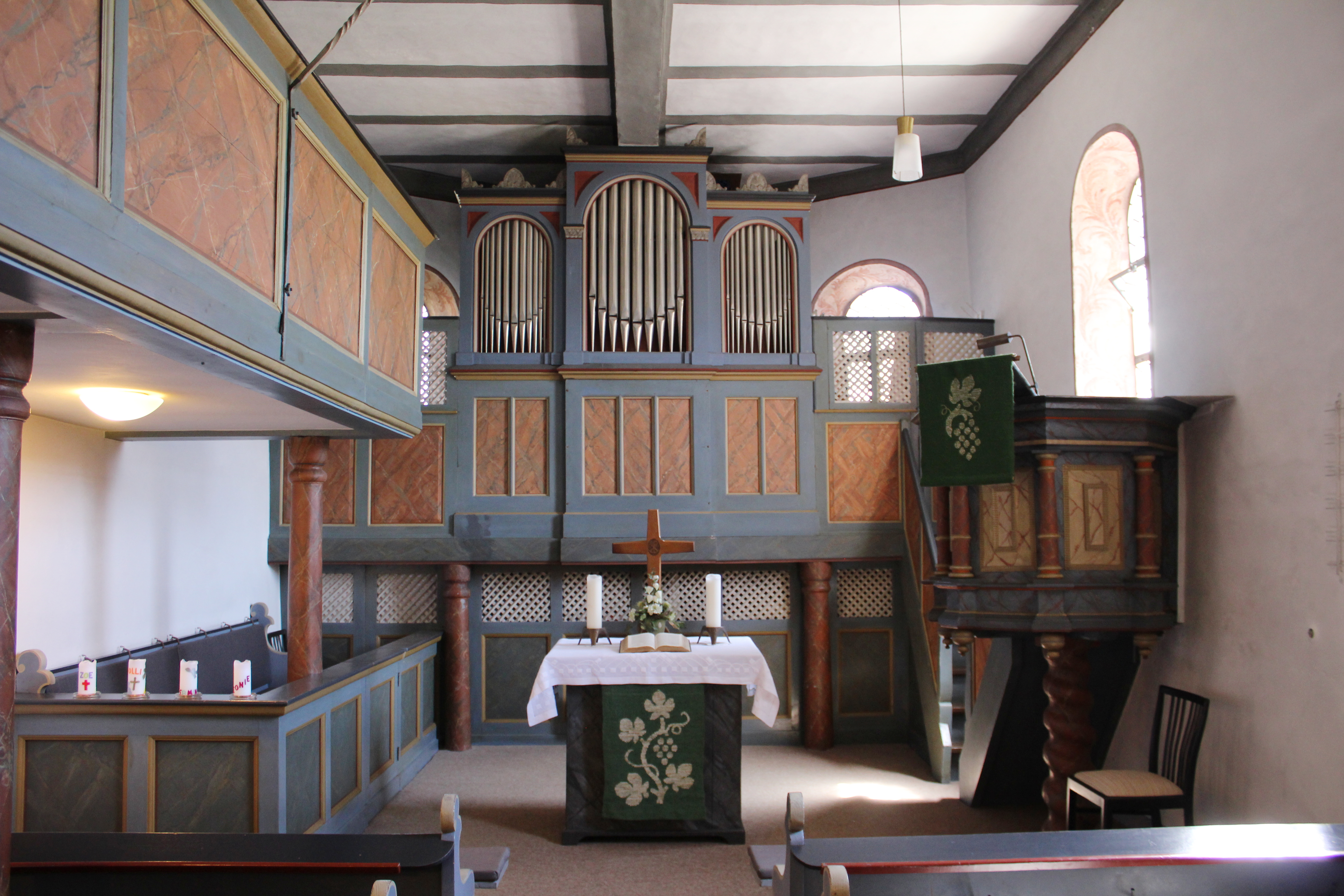
Innenraum Richtung Osten

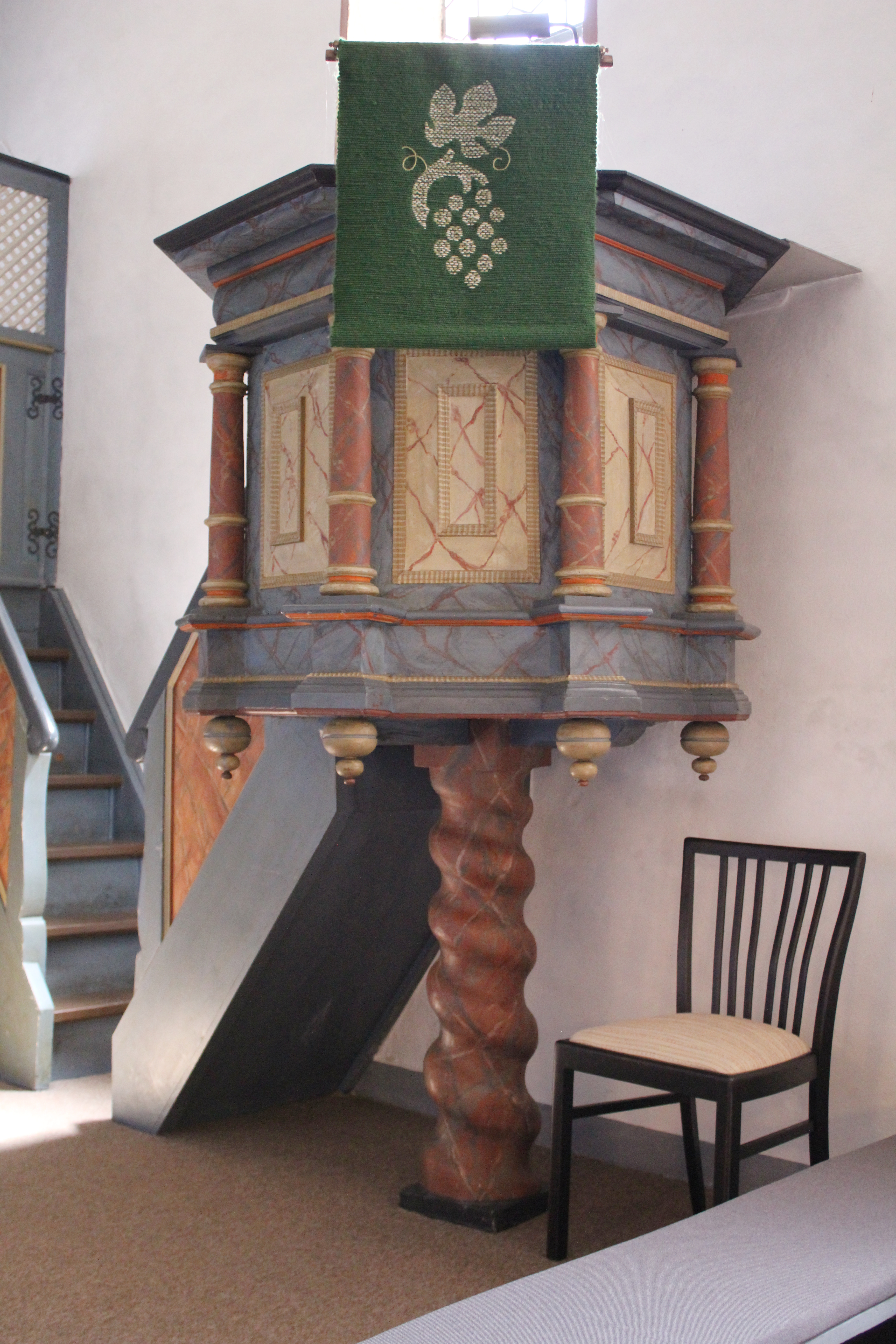
Kanzel (um 1700)

Im Inneren ruht die Flachdecke auf einem Längsunterzug. Die hölzerne polygonale Kanzel aus der Zeit um 1700 ist an der Südseite aufgestellt und ruht auf einer gedrehten Säule. Sie ist blau-marmoriert gefasst. Die Kanzelfelder haben ockerfarbene hochrechteckige Füllungen und werden durch runde Freisäulen in rot-brauner Fassung gegliedert. Die taubenblaue Winkelempore mit querrechteckigen, braun-marmoriert bemalten Füllungen und gedrechselten Säulen im Nordwesten stammt aus derselben Zeit. Sie wird von hölzernen Rundsäulen getragen, die ebenfalls braun-marmoriert bemalt sind. Die östliche Chorempore dient als Aufstellungsort für die Orgel. Sie ist unterhalb der Orgel durch eine Wand geschlossen, die im oberen Bereich vergittertes Rautenwerk aufweist, das auch die Orgel flankiert. Der hölzerne Blockaltar mit überstehender Mensaplatte ist dunkelgrau-marmoriert bemalt. Das schlichte Kirchengestühl mit geschwungenen Wangen in blauer Fassung lässt einen Mittelgang frei. An den Gewänden der Fenster sind teilweise rote Rankenmalereien erhalten.

## Orgel

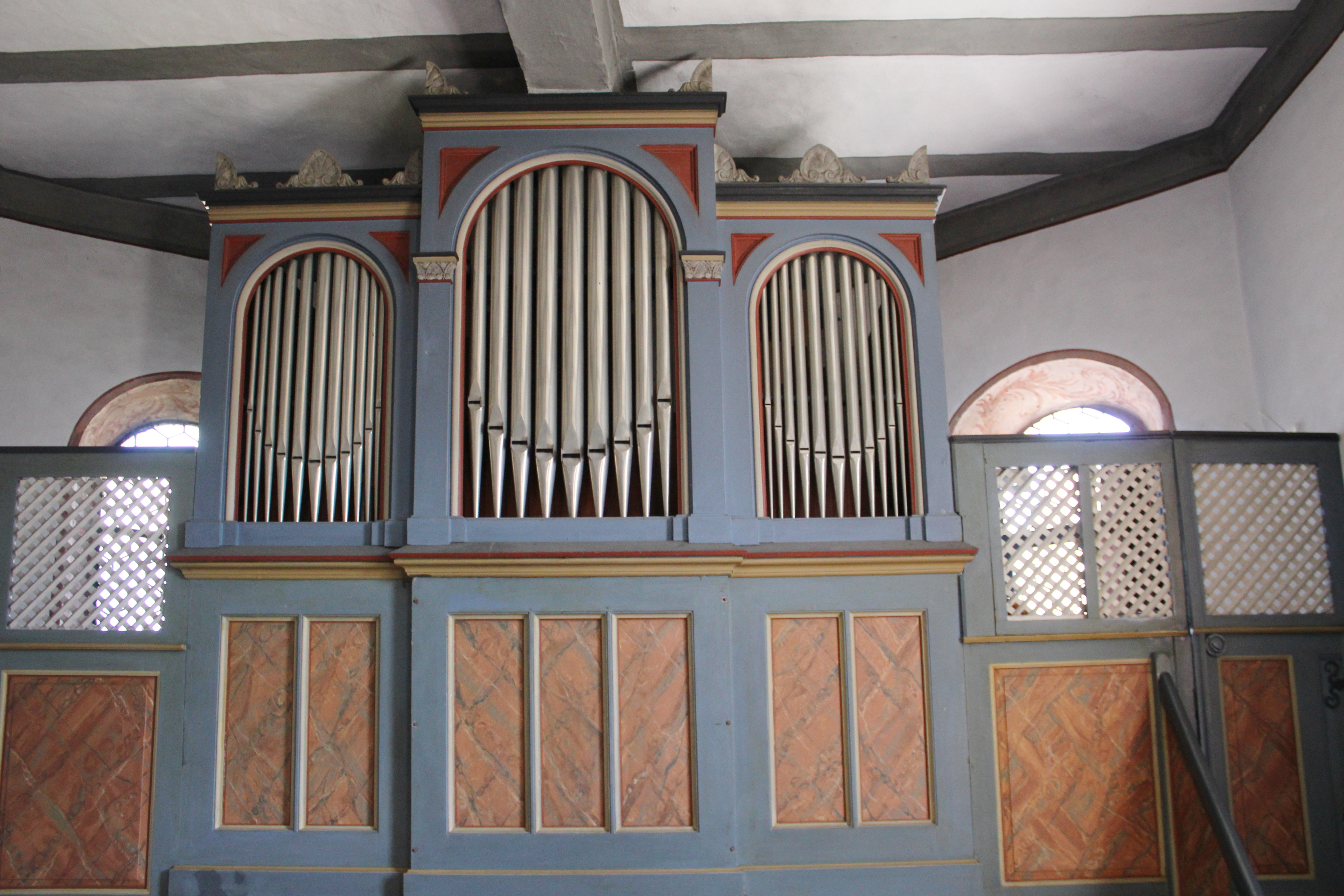
Hardt-Orgel hinter historischem Prospekt

Im Jahr 1839 schaffte die Gemeinde ein erstes Orgelpositiv an, das aus Altenkirchen gebraucht übernommen wurde. Das Instrument verfügte über acht Register auf einem Manual und ein angehängtes Pedal. 1889 baute Gustav Raßmann eine neue Orgel mit sechs Registern. Der Prospekt hat drei Rundbogenfelder, deren mittleres überhöht ist und risalitartig hervortritt. Sie wurde von Orgelbau Hardt durch ein Werk mit sechs Registern hinter dem Raßmann-Prospekt ersetzt. Die Disposition lautet wie folgt:
| I Manual C–g3 |       |
| Gedackt       | 8′    |
| Prinzipal     | 4′    |
| Rohrflöte     | 4′    |
| Oktave        | 2′    |
| Mixtur III–IV | 1 ⁄3′ |

| Pedal C–f1 |     |
| Subbass    | 16′ |

- Koppel: I/P

## Glocken
Die Glockenstube beherbergt zwei Glocken. Von den ursprünglich zwei Glocken aus dem 15. Jahrhundert wurde eine mit der Inschrift „EGO SUM VERBUM“ („Ich bin das Wort“) im Zweiten Weltkrieg abgeliefert und 1950 ersetzt. Die andere soll der Sage nach als Messglöckchen eines Liebfrauenklosters im nahen Wald gedient haben, auf das heute noch der Name Liebfrauenbörnchen hindeutet.
| Nr. | Name  | Gussjahr | Gießer           | Masse | Durchmesser | Schlagton | Inschrift                                                 | Bild |
| --- | ----- | -------- | ---------------- | ----- | ----------- | --------- | --------------------------------------------------------- | ---- |
| 1   | Maria | 1451     | Johann Bruwiller |       | 590 mm      | d′′       | „O rex glorie veni cum pace Maria sub anno M cccc l i“    |      |
| 2   |       | 1950     | Gebr. Rincker    |       |             | f′′       | „Friede sei mit allen, die in Jesus Christus sind. 1950.“ |      |